# كيفن لويد (لاعب كرة قدم)
كيفن لويد (بالإنجليزية: Kevin Lloyd)‏ هو لاعب كرة قدم بريطاني في مركز الهجوم، ولد في 12 يونيو 1958 في ولفرهامبتن في المملكة المتحدة. لعب مع كارديف سيتي.